# Hot Potatoes
Hot Potatoes és un programa educatiu que permet generar exercicis autocorrectius de manera senzilla. És d'ús gratuït per als professors i altres educadors. Es basa en el software de Java i està disponible per als principals sistemes operatius.
Permet generar sis tipus d'exercicis bàsics (cadascun representat amb una "patata" diferent): desordenar frases o paraules, qüestionaris de resposta oberta o tipus test, exercicis de relacionar, d'omplir els buits o mots encreuats. Els exercicis es poden visualitzar des del navegador i es poden configurar per formar itineraris formatius per als alumnes. Plataformes virtuals com Moodle o altres LMS admeten Hotpotatoes com a recurs incrustat per millorar el lligam entre els exercicis.